# Dalnewostotschnaja schelesnaja doroga

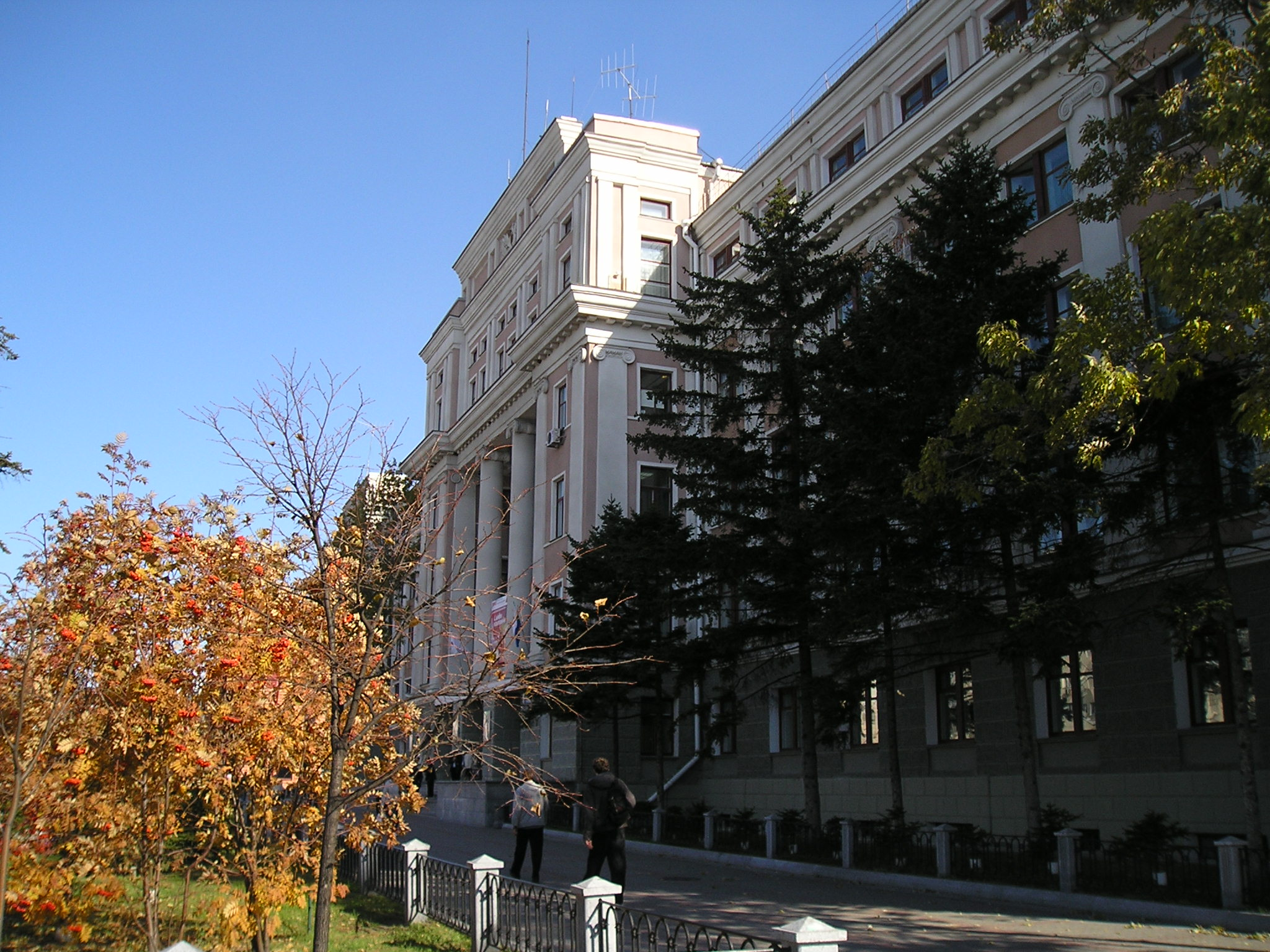
Verwaltungsgebäude der Fernost-Eisenbahn in Chabarowsk

Die Fernost-Eisenbahn (russisch Дальневосто́чная желе́зная доро́га / Dalnewostotschnaja schelesnaja doroga) ist eine eisenbahnbetrieblich selbständige Filiale der Russischen Eisenbahnen (RŽD). Sie ist aus der gleichnamigen Regionaldirektion der RŽD und der früheren Sowjetischen Eisenbahnen (SŽD) bzw. des Verkehrswegeministeriums (MPS) hervorgegangen.

## Betriebsdaten und Organisation
Die Fernost-Eisenbahn mit Sitz in Chabarowsk betreibt Eisenbahnstrecken der Spurweite 1520 mm (russische Breitspur) mit einer Betriebslänge von 5991 Kilometern vorwiegend im Föderationskreis Ferner Osten (Region Primorje, Region Chabarowsk, Jüdische Autonome Oblast, Oblast Amur, Republik Sacha (Jakutien), Sachalin).
Westlich schließen sich die Strecken der Transbaikal- und der Ostsibirischen-Eisenbahn an. Bei Pogranitschny (Station Grodekowo) betreibt die Fernost-Eisenbahn einen Eisenbahngrenzübergang nach Suifenhe, Volksrepublik China, bei Chassan einen weiteren nach Tumangan, Nordkorea.
2008 wurden 51,7 Millionen Tonnen Güter, 5,0 Millionen Passagiere im Fern- und 20,0 Millionen im Vorortverkehr befördert. Im gleichen Jahr hatte die Bahn 50.331 Beschäftigte. Chef der Filiale ist Michail Saitschenko.
Die Fernost-Eisenbahn ist in fünf Unterabteilungen (otdelenija) gegliedert: Chabarowsk, Wladiwostok, Komsomolsk, Sachalin und Tynda.
Im Bereich der Fernost-Eisenbahn liegt auch die stillgelegte Strecke ab Selichino, die in den 1950er Jahren durch einen Tunnel auf die Insel Sachalin geführt werden sollte. In den vergangenen Jahren wurden Versuche zu Wiederaufnahme des Strecken- und Tunnelbaus unternommen. Es war zudem geplant, ab 2009 die Strecke von Birobidschan nach Leninsk in der Jüdischen Autonomen Oblast über eine neue Amur-Brücke nach Tongjiang in der Volksrepublik China zu verlängern, um einen weiteren Anschluss an das dortige Bahnnetz herzustellen.

## Geschichte
Die erste Strecke im Bereich der heutigen Fernost-Eisenbahn führte von Chabarowsk nach Wladiwostok, wurde zwischen 1891 und 1897 eröffnet und war zunächst zwischen Nord-Ussuri-Eisenbahn und Süd-Ussuri-Eisenbahn aufgeteilt. Seit der Fertigstellung der Amur-Eisenbahn 1916 ist diese Verbindung Teil der Hauptstrecke der Transsibirischen Eisenbahn. Die Verwaltungen wurden später zur Ussuri-Eisenbahn vereinigt, aus der bei einer erneuten Abspaltung einer Amur-Eisenbahn genannten Regionalverwaltung 1936 die Fernost-Eisenbahn entstand.
In Folge kam es zu weiteren organisatorischen Veränderungen. So war zwischen 1939 und 1953 eine selbständige Primorje-Eisenbahn mit Sitz in Woroschilow (heute Ussurijsk) ausgegliedert, und von 1963 bis 1992 gehörten die Strecken der Sachalin-Eisenbahn zur Fernost-Eisenbahn. In ihrer heutigen Ausdehnung besteht die Fernost-Eisenbahn seit Ende 1996, als ihr der östliche Teil der zuvor selbständigen Baikal-Amur-Magistrale (BAM) zugeordnet wurde. 1992 wurde die Sachalinskaja schelesnaja doroga als eigenständige Bahngesellschaft ausgegliedert.
Die Elektrifizierung begann bei der Fernost-Eisenbahn mit der Inbetriebnahme des Streckenabschnittes Wladiwostok–Ussurijsk mit 25 kV 50 Hz Wechselstrom 1962/63. Im Bereich der Fernost-Eisenbahn wurde die Elektrifizierung der Transsibirischen Eisenbahn im Jahr 2002 mit Inbetriebnahme des 164 Kilometer langen Abschnitts von Guberowo (bei Dalneretschensk) nach Swijagino (bei Spassk-Dalni) abgeschlossen.
2010 wurde die Sachalinskaja schelesnaja doroga wieder in die Dalnewostotschnaja schelesnaja doroga integriert. Die Streckenlänge betrug 2010 5990,6 km, die Anzahl der Mitarbeiter 44.367. Es wurden 4,168 Millionen Menschen im Fernverkehr und 10,992 Millionen Menschen im Nahverkehr befördert sowie 43,340 Millionen Tonnen Güter.

## Strecken
Die wichtigsten Strecken der Fernost-Eisenbahn sind:
- Transsibirische Eisenbahn (Abschnitt von Archara, Streckenkilometer 8080 (inklusive, Übergang zur Transbaikal-Eisenbahn) bis zum Endpunkt Wladiwostok, km 9289; elektrifiziert mit Wechselstrom 25 kV 50 Hz; zweigleisig; der Amur wird bei Chabarowsk von einer eingleisigen Brücke überquert sowie von einem gut sieben Kilometer langen eingleisigen Tunnel unterquert)
- Baikal-Amur-Magistrale (BAM; Abschnitt von Chani, Streckenkilometer 1864 (inklusive, Übergang zur Ostsibirischen Eisenbahn) bis Komsomolsk am Amur, km 3819; nicht elektrifiziert; eingleisig) sowie anschließende Strecke nach Wanino und Sowetskaja Gawan (468 km; nicht elektrifiziert; eingleisig)
- Querverbindungen zwischen Transsib und BAM:
  - Amur-Jakutische Magistrale (früher auch „Kleine BAM“ genannt; Bamowskaja (exklusive, Übergang zur Transbaikal-Eisenbahn) – Tynda – Nerjungri; 416 km; nicht elektrifiziert; eingleisig; in Nerjungri Anschluss an den von den Jakutischen Eisenbahnen betriebenen Abschnitt nach Tommot und weiter im Bau nach Jakutsk)
  - Iswestkowaja – Urgal – Tschegdomyn (369 km; nicht elektrifiziert; eingleisig)
  - Chabarowsk - Komsomolsk ( km; nicht elektrifiziert; eingleisig)
- Ugolnaja – Nachodka und weiter zu den dortigen Seehäfen (etwa 190 km; elektrifiziert 25 kV / 50 Hz ~; eingleisig)
- Ussurijsk – Grodekowo (zum Grenzübergang nach Suifenhe, China; etwa 120 km; nicht elektrifiziert; eingleisig)
- Baranowski – Chassan (zum Grenzübergang nach Tumangan, Nordkorea; etwa 240 km; nicht elektrifiziert; eingleisig)
- Korsakow–Nogliki (ehemals Sachalinskaja schelesnaja doroga, Spurweite 1067 mm und neu 1520 mm)